# Liriomyza serriolae
Liriomyza serriolae este o specie de muște din genul Liriomyza, familia Agromyzidae, descrisă de Erich Martin Hering în anul 1955.
Este endemică în Franța. Conform Catalogue of Life specia Liriomyza serriolae nu are subspecii cunoscute.